# Shunfeng (sockenhuvudort i Kina, Jiangxi Sheng, lat 26,19, long 115,03)
Shunfeng är en sockenhuvudort i Kina. Den ligger i provinsen Jiangxi, i den sydöstra delen av landet, omkring 290 kilometer söder om provinshuvudstaden Nanchang. Antalet invånare är 9 317. Befolkningen består av 4 462 kvinnor och 4 855 män. Barn under 15 år utgör 26,0 %, vuxna 15-64 år 65 %, och äldre över 65 år 8,0 %.
Runt Shunfeng är det ganska tätbefolkat, med 166 invånare per kvadratkilometer. Närmaste större samhälle är Tiancun, 11,7 km öster om Shunfeng. I omgivningarna runt Shunfeng växer huvudsakligen savannskog.
Genomsnittlig årsnederbörd är 1 925 millimeter. Den regnigaste månaden är maj, med i genomsnitt 327 mm nederbörd, och den torraste är oktober, med 21 mm nederbörd.